# Catedral ortodoxa serbia (Timișoara)
La catedral ortodoxa serbia de Timișoara, también conocida como catedral de la Ascensión (en rumano: Catedrala Ortodoxă Sârbă; en serbio: Српска православна саборна црква), es un edificio religioso de la Iglesia ortodoxa serbia que se encuentra en Piata Unirii en Timisoara, Rumania. Es uno de los más valiosos edificios de la arquitectura barroca en Timişoara y el Banato, y centro de la eparquía de Temišvar.    

## Historia
En 1737 (según otras fuentes 1728), durante la epidemia de peste en la ciudad, la catedral ortodoxa serbia que originalmente se encontraba en este sitio se incendió. La iglesia actual fue construida en estilo barroco entre 1744 y 1748 por orden del obispo ortodoxo serbio Georgije Popović. La iglesia fue construida con las donaciones de los feligreses, siendo de piedra y ladrillo. Para ganar espacio para la iglesia más grande, una muralla turca que había existido desde el siglo XVI fue demolida en 1742. En 1791, cuando la iglesia fue restaurada bajo el obispo  Petar Petrović, se completó con dos torres, en las que hay cinco campanas, una de las cuales pesa 800 kg.
En la iglesia están enterrados siete obispos y en la nave también descansan varios dignatarios que donaron su fortuna a la iglesia. Inicialmente, la iglesia albergaba servicios religiosos ortodoxos para las comunidades serbia y rumana, pero desde 1864, tras la separación de las dos iglesias, el edificio pertenece a la comunidad serbia. Los creyentes ortodoxos rumanos y ortodoxos serbios son igualmente bienvenidos a los servicios religiosos hoy en día.
La primera restauración fue en 1903, cuando un equipo de expertos trabajó en el templo, entre ellos Stevan Aleksić, un famoso pintor de Banat. Desde 1964, la iglesia está declarada monumento histórico. Entre 1993 y 1997, el equipo del Instituto Provincial de Voivodina para la Protección de los Monumentos Culturales de Novi Sad renovó la iglesia, financiada por el ayuntamiento y con la ayuda financiera del Ministerio de Cultura del Gobierno de Serbia.

## Arquitectura
Inicialmente, la iglesia estaba equipada con un pequeño iconostasio del pintor serbio Stefan Tenecki. Tras su desmantelamiento, entre 1833 y 1836 Mihajlo Janić talló un nuevo iconostasio de madera, equipado con seis iconos, que Konstantin Danil pintó entre 1838 y 1843. Alexander Tepferer doró las tallas de madera en 1839. El muro exterior que da a Piața Unirii se construyó en 1822, mientras que la puerta de hierro forjado que da a la calle Emanoil Ungureanu se construyó en 1886. El Pantocrátor y los Cuatro Evangelistas fueron creados en 1903 como obra del pintor Stevan Aleksić, mientras que los demás adornos de la iglesia fueron diseñados por Josef Habinger.

## Galería

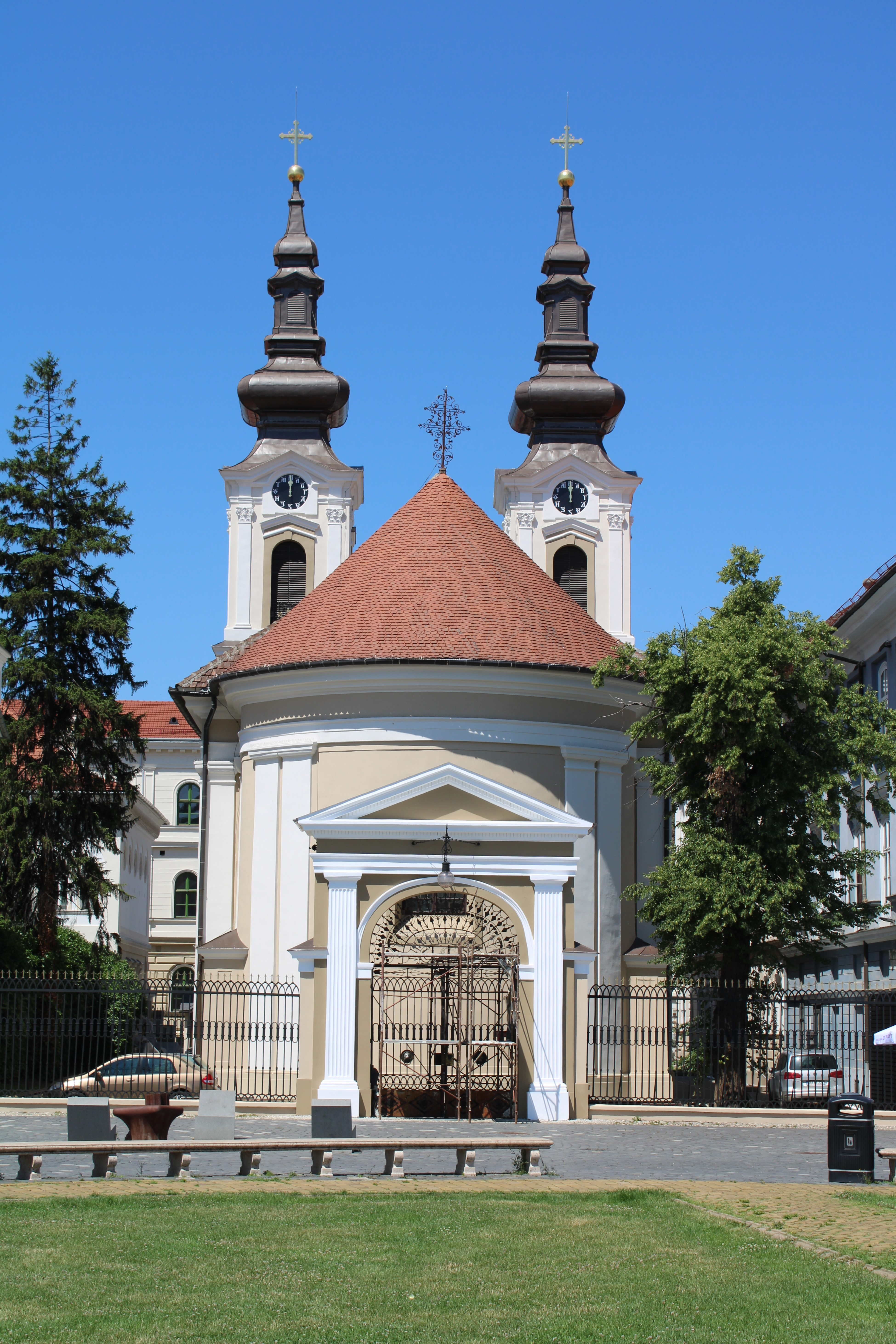
Parte trasera de la catedral
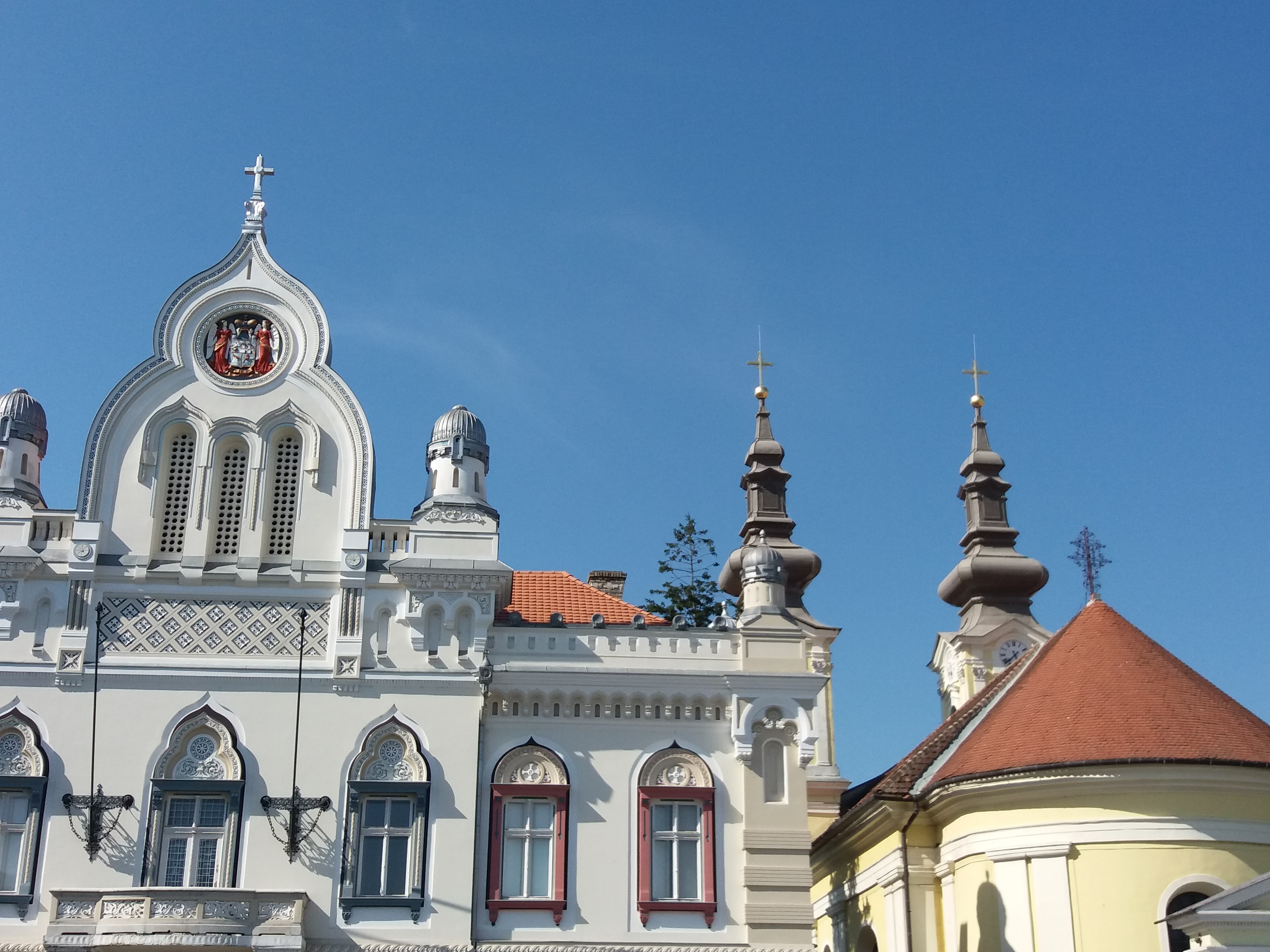
Catedral y palacio episcopal
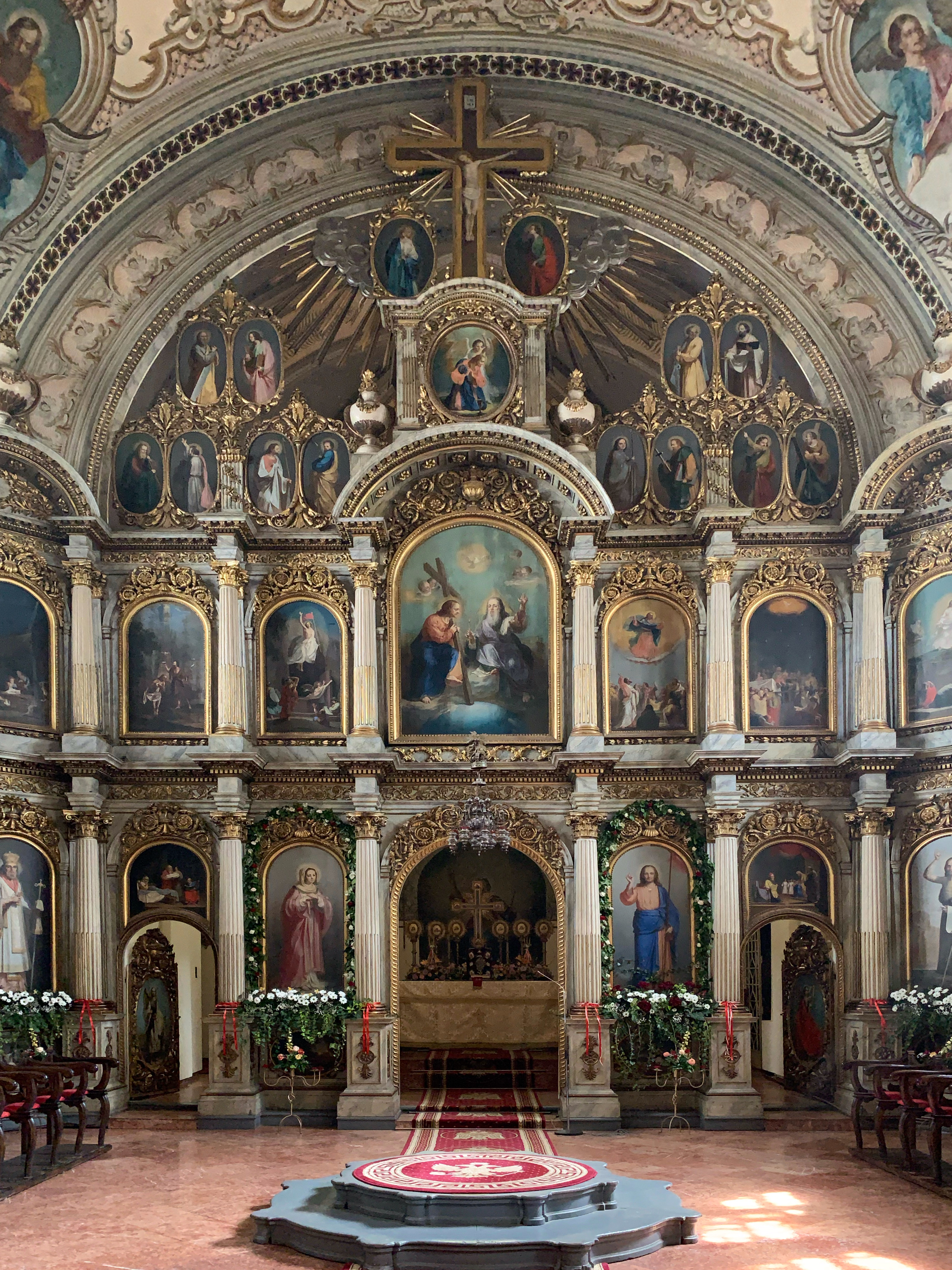
Iconostasio